# كلوديا برانت
كلوديا برانت (بالإسبانية: Claudia Brant)‏ هي مغنية ومنتجة أسطوانات وملحنة أرجنتينية، ولدت في 21 يوليو 1968 في بوينس آيرس في الأرجنتين.

## وصلات خارجية
- الموقع الرسمي